# FreeWay
FreeWay ProおよびFreeWay Expressは、米 Softpress Systems が開発・販売するMac OS X専用のWebオーサリングソフト（古いバージョンはMac OS 9以前に対応していた）。QuarkXPress や Adobe InDesignのようなDTPソフト風の操作性で、コードを書かずにサイトがデザインできるというのをコンセプトにしている。
日本国内における販売代理店はアクト・ツー。最新バージョンは2011年リリースの5.5。